# Marks Oberoende Demokrater
Marks Oberoende Demokrater (MOD) var ett lokalt politiskt parti som var registrerat för val till kommunfullmäktige i Marks kommun. Partiet var representerat i Marks kommuns kommunfullmäktige 2010–2018. Det bildades 2007 av sex avhoppare från Markbygdspartiet som var missnöjda med att detta parti, som tidigare profilerat sig som oberoende, mer och mer närmade sig det borgerliga blocket. Inför valet 2018 meddelade partiordföranden Jan-Ola Gustafsson att Marks Oberoende Demokrater läggs vilande framöver.
MOD säger nej till etablering av vindkraftsparker i Mark och vill att Skene lasarett ska lämna sjukhusgruppen SÄS och bli ett fristående sjukhus. Man verkar även för att länsväg 156 ska byggas ut förbi Skene centrum.
I valet 2014 fick Marks Oberoende Demokrater 3,08 procent av rösterna. Störst stöd hade partiet i valdistriktet Skene-Hedbo, där man fick 5,64 procent av rösterna.

## Valresultat
| År   | Röster | Procent | Mandat |
| ---- | ------ | ------- | ------ |
| 2010 | 1 148  | 5,33 %  | 2 / 51 |
| 2014 | 677    | 3,08 %  | 2 / 51 |